# Property Brothers
Property Brothers (Irmãos à Obra no Brasil) é um reality de televisão canadense produzida pela Cineflix Media e é a principal franquia de Property Brothers. A série é apresentada pelos irmãos gêmeos idênticos Drew Scott e Jonathan. Drew é um especialista em imóveis que faz buscas em casas negligenciadas e negocia suas compras. Seu irmão, Jonathan, é um empreiteiro licenciado que depois renova as casas. Juntos, os Irmãos à Obra ajudam as famílias a encontrar, comprar e transformar os reparadores de energia em casas de sonho em um cronograma e orçamento rigorosos. O programa foi ao ar em mais de 150 países, incluindo na W Network no Canadá e na HGTV nos Estados Unidos. Em janeiro de 2016, a Cineflix renovou o programa por mais 52 episódios.

## O Programa
Originalmente, cada episódio começava com Drew mostrando aos potenciais compradores uma casa com todos os itens da sua lista de desejos, porém acima do seu orçamento. A partir da 10ª temporada, ele passou a explicar logo no início que a casa mostrada excede o orçamento, mas serve como inspiração. A seguir, os irmãos mostram imóveis que não correspondem ao ideal dos compradores, mas têm potencial para se tornar a sua casa dos sonhos. Depois que os compradores reduzem as opções a dois imóveis, os irmãos recorrem a imagens geradas por computador para mostrar como essas casa ficariam após as reformas propostas. Essa parte gráfica é feita por uma empresa de visualização de projetos arquitetônicos e custa 10 mil dólares por episódio.
O programa mostra uma cronologia condensada das reformas. Várias equipes experientes trabalham em cada obra para terminá-la no prazo de 4 a 7 semanas. Os alvarás estão prontos antes de cada episódio e os fornecedores dão prioridade aos projetos do programa. Os irmãos trabalham com orçamentos reais, estabelecidos pelos compradores, e incluem uma verba de contingência para gastos inesperados. Os compradores adquirem o imóvel e pagam pela reforma, mas a produção do programa pode colocar 20 a 25 mil dólares em dinheiro e mobiliário. Os irmãos não cobram por seus serviços. O orçamento total que eles apresentam é para os três ou quatro cômodos mostrados no programa; as demais reformas do imóvel não são filmadas e têm orçamento e cronograma separados.   

## Outros formatos

#### Irmãos à Obra: Compra e venda (Property Brothers: Buying and Selling)
Original Property Brothers: Buying and Selling. Neste programa, os gêmeos ajudam casais a vender sua casa e comprar um novo imóvel que atenda às necessidades da família. Enquanto Jonathan reforma a casa atual para obter um bom valor de revenda, Drew busca as melhores opções para o novo imóvel da família e se encarrega da venda da casa reformada e da compra da nova casa.

### Irmãos à Obra: O Duelo
Original Brother Vs. Brother: Neste formato, os gêmeos Jonathan e Drew competem para ver qual deles faz a melhor reforma. Com imóveis de valor similar e dentro do mesmo prazo, cada um dos irmãos orienta uma equipe de especialistas em reforma de casas. Em cada episódio, a equipe vencedora fica mais perto do prêmio de 50 mil dólares, enquanto o time perdedor deve dispensar um dos seus participantes . No final das reformas, um avaliador e um especialista do setor imobiliário visitam as casas para julgar o serviço feito e reavaliar os imóveis. O irmão que obtiver o valor de revenda mais alto é o ganhador do duelo.

### Te Devo Essa
Estreou em 2021 uma versão brasileira da franquia Irmãos á Obra. A atração é exibida e produzida pelo SBT, com reprises no Discovery Home & Health e TLC. Essa adaptação tem o comando de Dony de Núccio. Diferente da versão original, essa versão não é comandada por irmãos gêmeos. O título a princípio é Te Devo Essa, que é baseado no programa Celebrity IOU.

## Temporadas
| Temporada | Número de episódios | Estréia                 | Final                   |
| --------- | ------------------- | ----------------------- | ----------------------- |
| 1         | 13                  | 4 de janeiro de 2011    | 29 de março de 2011     |
| 2         | 13                  | 20 de outubro de 2011   | 31 de janeiro de 2012   |
| 3         | 13                  | 7 de fevereiro de 2012  | 1 de maio de 2012       |
| 4         | 13                  | 9 de janeiro de 2013    | 3 de abril de 2013      |
| 5         | 13                  | 28 de agosto de 2013    | 20 de novembro de 2013  |
| 6         | 13                  | 12 de março de 2014     | 27 de agosto de 2014    |
| 7         | 13                  | 7 de janeiro de 2015    | 17 de maio de 2015      |
| 8         | 14                  | 7 de outubro de 2015    | 10 de fevereiro de 2016 |
| 9         | 14                  | 17 de fevereiro de 2016 | 2 de novembro de 2016   |
| 10        | 14                  | 16 de novembro de 2016  | 15 de março de 2017     |

## Exibição em países lusófonos
Os programas são exibidos pelo canal de assinatura Discovery Home & Health desde 18 de julho de 2013, todos os dias às 18:53. 
Em Portugal, Angola e Moçambique, é possível assisti-los através da SIC Mulher.